# Rhamphosipyloidea berenice
Rhamphosipyloidea berenice är en insektsart som först beskrevs av Carl Stål 1877.  Rhamphosipyloidea berenice ingår i släktet Rhamphosipyloidea och familjen Diapheromeridae. Inga underarter finns listade i Catalogue of Life.